# 広崎哲也
広崎 哲也（ひろさき てつや、1971年1月2日 - ）は、映画監督、大分県出身。
明治大学入学後映研で自主映画を撮り始める。96年「BLUE HEARTS」がぴあフィルムフェスティバルに入選。『ねじ式』（98・石井輝男）に助監督および出演。現在さまざまな映像の助監督のかたわら新宿ゴールデン街"BLUE　DRAGON"にて上映回数100回を越えるインディーズ上映会「BLUE　DRAGON　MOVIE　NIGHT」を主宰。